# Weston (Hertfordshire)
Weston è un paese della contea dell'Hertfordshire, in Inghilterra.